# Nathan Barnatt

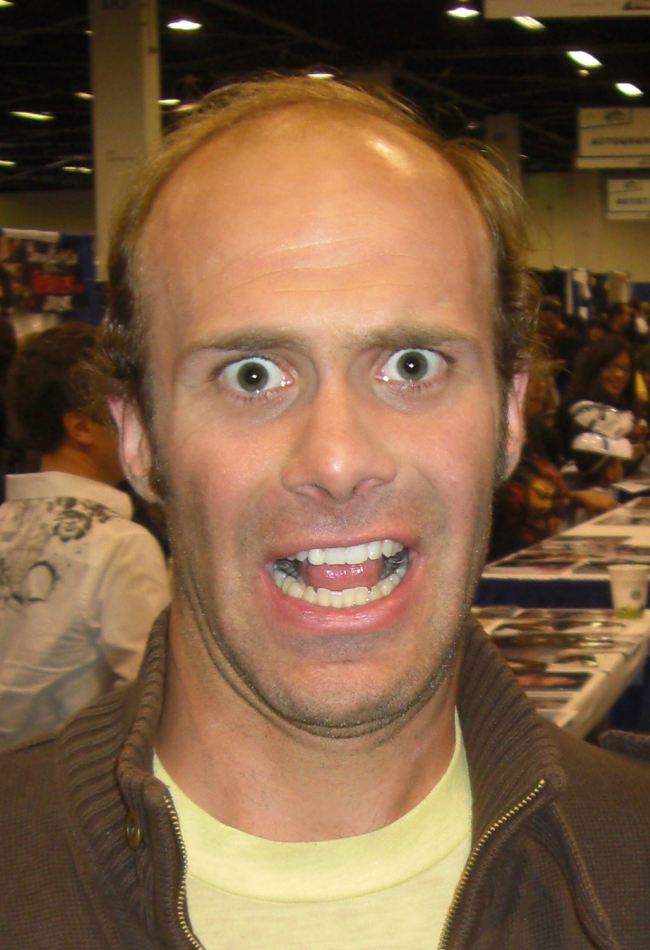
Nathan Barnatt, 2010

Nathan Barnatt (* 2. Februar 1981) ist ein US-amerikanischer Schauspieler und Comedian.

## Leben
Barnatt wurde bekannt durch Kimberly Coles Vortanz-Video und trat danach in Musikvideos auf. Er spielte in dem Musikvideo von Flo Ridas Single Let It Roll und in Kimberly Coles Video zu U Make Me Wanna in seiner Rolle Keith Apicary. Er trat unter anderem bei Comedy Centrals The Gong Show mit Dave Attell im Jahre 2008 auf.
Seine Rolle als Keith Apicary, in der er einen verrückten Nerd spielt, verwendet er insbesondere in Fernsehauftritten, Musikvideos und Sketchen. Er zeigt als Nerd verkleidet lustige Dance-Moves und komische Gesichtsausdrücke in ausgefallener Kleidung.
Im Jahr 2019 schuf Barnatt mit einem YouTube-Kanal namens Dad Feels, ein Alternate Reality Game (ARG) über die Geschichte eines Mannes mittleren Alters namens Dad.

## Filmografie
- 2007: Itty Bitty Titty Committee
- 2009: The Duel
- 2009: Talking Classics
- 2009: Hustle & Bustle
- 2010: Funny or Die Presents …
- 2012: Flo Rida - Let It Roll
- 2015: Sugar (Robin Schulz, Musikvideo)
- 2016: Lucas & Steve - Make It Right
- 2016: Swedish Dicks (Fernsehserie, 1 Folge)
- 2017: Laidback Luke & Made in June Paradise (ft. Bright Lights)
- 2018: Lucifer (Fernsehserie, 1 Folge als Buster)
- 2019: Dad Feels